# Телфорд (Пенсільванія)
Телфорд (англ. Telford) — місто (англ. borough) в США, в округах Бакс і Монтгомері штату Пенсільванія. Населення — 4928 осіб (2020).

## Географія
Телфорд розташований за координатами 40°19′33″ пн. ш. 75°19′41″ зх. д. / 40.32583° пн. ш. 75.32806° зх. д. (40.325941, -75.327935).  За даними Бюро перепису населення США в 2010 році місто мало площу 2,65 км², з яких 2,65 км² — суходіл та 0,00 км² — водойми.

### Клімат
| Клімат : Телфорд        | Клімат : Телфорд | Клімат : Телфорд | Клімат : Телфорд | Клімат : Телфорд | Клімат : Телфорд | Клімат : Телфорд | Клімат : Телфорд | Клімат : Телфорд | Клімат : Телфорд | Клімат : Телфорд | Клімат : Телфорд | Клімат : Телфорд | Клімат : Телфорд |
| Показник                | Січ.             | Лют.             | Бер.             | Квіт.            | Трав.            | Черв.            | Лип.             | Серп.            | Вер.             | Жовт.            | Лист.            | Груд.            | Рік              |
| Абсолютний максимум, °C | 21,5             | 25,6             | 30,1             | 33,8             | 34,7             | 35,4             | 38,7             | 37,6             | 36,2             | 31,3             | 26,9             | 24,4             | 38,7             |
| Середній максимум, °C   | 3,6              | 5,4              | 10,0             | 16,8             | 22,4             | 27,2             | 29,4             | 28,6             | 24,7             | 18,3             | 12,2             | 5,8              | 17,1             |
| Середня температура, °C | −1,3             | 0,3              | 4,5              | 10,5             | 15,9             | 21,0             | 23,5             | 22,6             | 18,5             | 12,0             | 6,6              | 1,1              | 11,3             |
| Середній мінімум, °C    | −6,1             | −4,9             | −1,1             | 4,3              | 9,5              | 14,8             | 17,6             | 16,7             | 12,3             | 5,7              | 1,1              | −3,6             | 5,6              |
| Абсолютний мінімум, °C  | −24,6            | −20,5            | −16,7            | −8,4             | −1,1             | 4,7              | 8,4              | 5,4              | 1,3              | −4,9             | −12,1            | −19,2            | −24,6            |
| Норма опадів, мм        | 86               | 71               | 98               | 103              | 109              | 110              | 120              | 99               | 115              | 108              | 94               | 100              | 1215             |
| Вологість повітря, %    | 67.9             | 64.3             | 60.2             | 59.0             | 63.4             | 68.6             | 68.8             | 71.4             | 72.4             | 71.2             | 69.9             | 69.9             | 67.3             |
| ----------------------- | ---------------- | ---------------- | ---------------- | ---------------- | ---------------- | ---------------- | ---------------- | ---------------- | ---------------- | ---------------- | ---------------- | ---------------- | ---------------- |
| Джерело: PRISM          |                  |                  |                  |                  |                  |                  |                  |                  |                  |                  |                  |                  |                  |

## Демографія
Згідно з переписом 2010 року, у селищі мешкали 4872 особи в 2038 домогосподарствах у складі 1210 родин. Густота населення становила 1839 осіб/км².  Було 2128 помешкань (803/км²).
Расовий склад населення:
| - 86,7 % — білих - 5,6 % — азіатів - 2,6 % — чорних або афроамериканців - 0,1 % — вихідців з тихоокеанських островів - 0,1 % — корінних американців - 2,8 % — осіб інших рас |

До двох чи більше рас належало 2,2 %. Частка іспаномовних становила 8,0 % від усіх жителів.
За віковим діапазоном населення розподілялося таким чином: 21,9 % — особи молодші 18 років, 58,3 % — особи у віці 18—64 років, 19,8 % — особи у віці 65 років та старші. Медіана віку мешканця становила 40,4 року. На 100 осіб жіночої статі у селищі припадало 87,5 чоловіків;  на 100 жінок у віці від 18 років та старших — 85,8 чоловіків також старших 18 років.
Середній дохід на одне домашнє господарство  становив 70 966 доларів США (медіана — 59 706), а середній дохід на одну сім'ю — 90 731 долар (медіана — 80 417). Медіана доходів становила 51 406 доларів для чоловіків та 51 477 доларів для жінок. За межею бідності перебувало 11,1 % осіб, у тому числі 16,1 % дітей у віці до 18 років та 9,6 % осіб у віці 65 років та старших.
Цивільне працевлаштоване населення становило 2395 осіб. Основні галузі зайнятості: виробництво — 21,2 %, освіта, охорона здоров'я та соціальна допомога — 18,2 %, роздрібна торгівля — 11,9 %, науковці, спеціалісти, менеджери — 9,3 %.